# Chlorocryptus purpuratus
Chlorocryptus purpuratus là một loài tò vò trong họ Ichneumonidae.